# Utricularia letestui
Utricularia letestui är en tätörtsväxtart som beskrevs av Peter Geoffrey Taylor. Utricularia letestui ingår i släktet bläddror, och familjen tätörtsväxter. Inga underarter finns listade i Catalogue of Life.